# Szarbi
Szarbi (arab. شربع) – wieś w Syrii, w muhafazie Aleppo. W 2004 roku liczyła 923 mieszkańców.